# Sophora jaubertii
Sophora jaubertii är en ärtväxtart som beskrevs av Édouard Spach. Sophora jaubertii ingår i släktet soforor, och familjen ärtväxter. Inga underarter finns listade i Catalogue of Life.